# Aubrieta deltoidea
Aubrieta deltoidea é uma planta herbácea da família das Brassicaceae, a que também pertencem os nabos, as couves e a mostarda. É uma planta perene, com flores azuis-escuras, púrpuras, violeta ou cor-de-rosa, de quatro pétalas que florescem profusamente sobre um tapete de folhagem verde-acinzentada no final da Primavera ou no início do Verão. As folhas são pilosas e dentadas. O seu habitat é preferencialmente rochoso e bem drenável, sendo resistentes à secura. Preferem ambientes luminosos. São muito usadas em jardins. Reproduzem-se facilmente por semente.